# Georgios Donis
Georgios Donis (řecky: Γεώργιος Δώνης; * 22. října 1969) je bývalý řecký trenér a bývalý fotbalista, v současnosti trénuje fotbalový klub ze Spojených arabských emirátů Al Sharjah SCC. Byl prvním řeckým fotbalistou v historii, který si zahrál anglickou Premier League, byl tam známý jako George Donis.